# Bryobia sarothamni
Bryobia sarothamni är en spindeldjursart som beskrevs av Dirk Cornelis Geijskes 1939. Bryobia sarothamni ingår i släktet Bryobia och familjen Tetranychidae. Inga underarter finns listade.